# СуперКопи

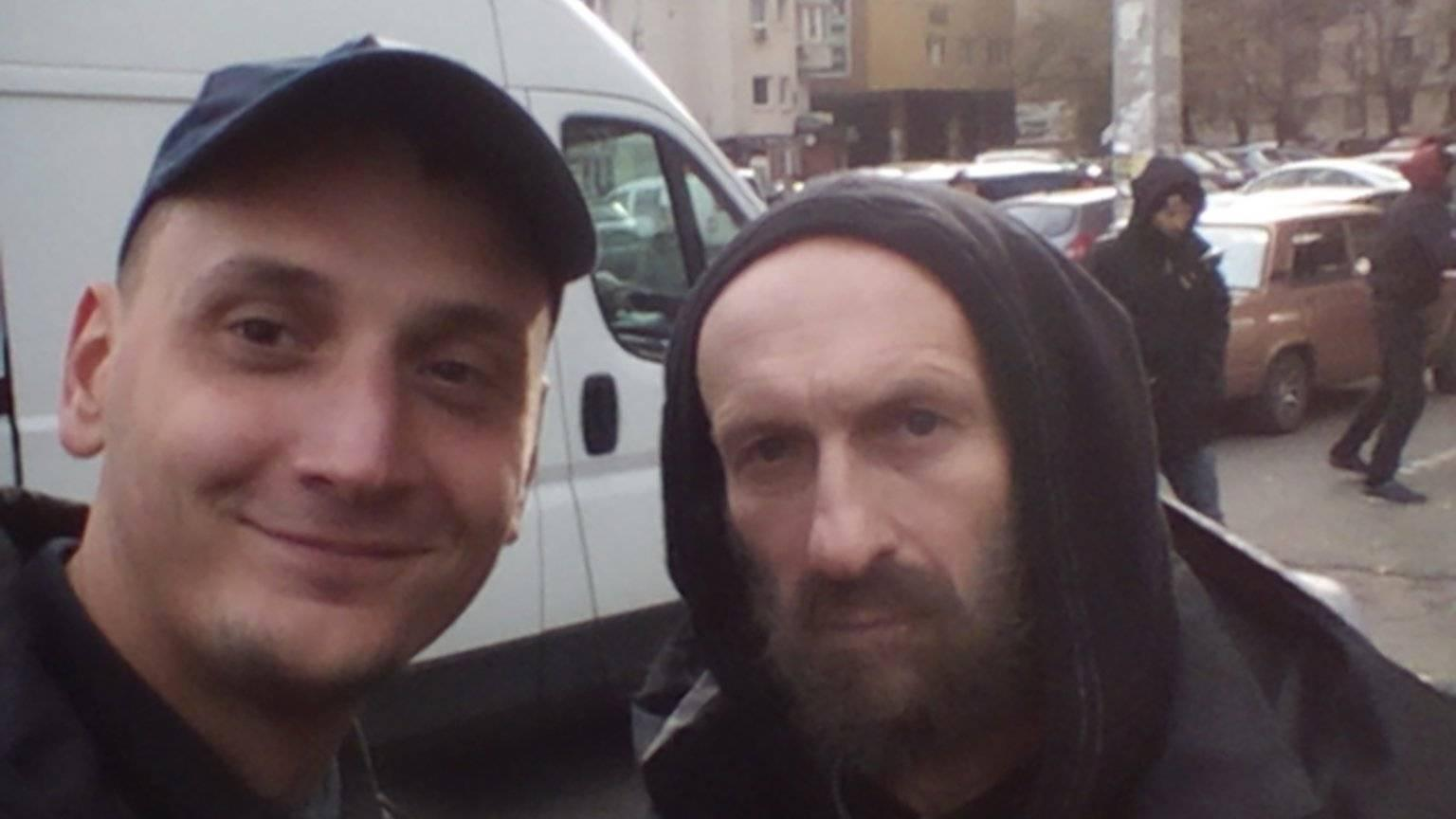
Актор Ігор Гнєзділов під час зйомок серіалу

«СуперКопи» — український комедійний серіал, розроблений та знятий студією «17 production» і телеканалом «НЛО TV». Прем'єра серіалу відбулась 15 лютого 2016 року на телеканалі «НЛО TV». Серіал складається із 5 сезонів, які налічують 160 серій.
Перші два сезони були російськомовними. Починаючи з 3 сезону серіал став україномовним.

## Сюжет
В основі сюжету − життя новоспеченого підрозділу поліції. Георгій Мамиашвілі − начальник відділення поліції, − грузин зі специфічним почуттям гумору, який пересаджав за корупцію всіх друзів і родичів.
Молоді підлеглі Мамиашвілі з повсякденного розміреного життя потрапляють у вир комічних подій. Їх чекають заплутані події, злочинці-втікачі, ДТП, грабіжники, священики-хабарники… Тепер їхній принцип − «Новий закон − новий порядок»

## У ролях
У ролях:
- Андрій Бурим — Георгій Багратіонович Маміашвілі, полковник, начальник відділення поліції
- Фелікс Аброскін — Олександр Кудря
- Вікторія Варлей — Марія Тарнавська
- Павло Тупіков — Андрій Марчук
- Ольга Сторожук — Віта Марчук
- Тарас Цимбалюк — Степан Баранов
- Ярослав Герус — Гліб Ослянський
- Аліса Клюшкіна — Олеся Носик
- Сергій Куда — Антон Шеремєтьєв
- Олександр Погребняк — Володимир Цопа
- Віктор Вацко — водій
- Ігор Гнєзділов — Зюзін
- Алік Аксамітовський — мер

## Епізоди
| Сезон | Сезон         | Епізоди       | Оригінальні покази | Оригінальні покази |
| Сезон | Сезон         | Епізоди       | Прем'єра           | Фінал              |
| ----- | ------------- | ------------- | ------------------ | ------------------ |
|       | 1             | 20            | 15 лютого 2016     | 25 березня 2016    |
|       | 2             | 20            | 21 листопада 2016  | 16 грудня 2016     |
|       | СишишКопи     | СишишКопи     | 1 січня 2017       | 1 січня 2017       |
|       | 3             | 30            | 16 жовтня 2017     | 15 грудня 2017     |
|       | Шафа таємниць | Шафа таємниць | 1 січня 2018       | 1 січня 2018       |
|       | 4             | 30            | 5 березня 2018     | 22 березня 2018    |
|       | Весілля Цопи  | Весілля Цопи  | 8 березня 2018     | 8 березня 2018     |
|       | 5             | 30            | 19 жовтня 2020     | 6 листопада 2020   |